# Niederländische Badmintonmeisterschaft 1984
Die Niederländische Badmintonmeisterschaft 1984 war die 43. Austragung der nationalen Titelkämpfe im Badminton in den Niederlanden.

## Sieger und Finalisten
| Disziplin    | Gold                                       | Silber                                    |
| ------------ | ------------------------------------------ | ----------------------------------------- |
| Herreneinzel | Lex Coene                                  | Dennis Tsin Asjoe                         |
| Dameneinzel  | Eline Coene                                | Astrid van der Knaap                      |
| Herrendoppel | Bas von Barnau Sijthoff Pierre Pelupessy   | Guus van der Vlugt Hendrik-Jan Rozemeijer |
| Damendoppel  | Paula Kloet Karin van der Valk             | Eline Coene Marjan Ridder                 |
| Mixed        | Bas von Barnau Sijthoff Jeanette van Driel | Rob Ridder Marjan Ridder                  |